# Datu Saudi Ampatuan
Datu Saudi Ampatuan est une localité de la province de Maguindanao, aux Philippines. En 2015, elle compte 26 427 habitants.

## Histoire
La municipalité a été nommée en hommage à l'ancien maire de Datu Piang, Datu Saudi Uy Ampatuan, victime d'un attentat terroriste le 24 décembre 2002.